# Philipp Frank
Philipp Frank, avstrijsko-ameriški fizik, matematik in filozof, * 20. marec 1884 Dunaj, Avstro-Ogrska, † 21. julij 1966 Cambridge, Massachusetts, ZDA.
Frank je bil predstavnik logičnega pozitivizma in član Dunajskega kroga, skupine znanstvenih teoretikov, matematikov in filozofov. Nanj je vplival Mach, kot machista ga je v svojem delu Materializem in empiriokriticizem kritiziral Lenin.

## Življenje
Rodil se je na Dunaju, očetu Hansu Franku (kemik) in Marti Hoffmann. Na Dunaju je tudi doktoriral iz teoretične fizike leta 1907 pod Boltzmannovim mentorstvom, istega leta je objavil esej z naslovom Kausalgesetz und Erfahrung, v katerem je analiziral meje posledic v znanosti. S tem je pritegnil pozornost svojega prijatelja Alberta Einsteina.

### Prihod v ZDA
Frank je oktobra 1938 iz Prage prispel v ZDA. Z Anschlussom je istega leta prenehal delovati še ostanek Dunajskega kroga, čeprav je tudi avstrofašistična vlada močno ovirala delovanje kroga. V ZDA je predaval na več kot na dvajsetih različnih univerzah. S predavanjem je želel prenehati decembra 1938, saj ga je gnalo nazaj v Prago. V svojih petdesetih letih, je dobil priznanje za imenitnega in priznanega osrednje evropskega intelektualca in učitelja. Navsezadnje je bil Frank predstojnik Inštituta za teoretično fiziko na praški univerzi, kjer je sicer bil že od leta nastanjen 1912 kot Einsteinov naslednik. Kot znanstvenik in filozof, je bil pomemben člen v karizmatični verigi od Macha, Poincara do Boltzmanna. V Ameriki je bilo veliko razumevanja glede njegovih idej in uspešno širil logično-pozitivistično oziroma logično-empiristično paradigmo, ki je v osrednji Evropi zapadla v nemilost fašizacije. Ameriški filozofski pristop je bil bližje empirizmu, pragmatizmu in znanstvenemu pozitivizmu, zato so bili begunci iz Dunajskega kroga, med njimi tudi Frank, dobro sprejeti. Veliko Američanov je prebralo Machova dela; po zaslugi Paula Carusa je bil velik delež Machovega dela objavljen v angleščini, nekateri deli celo prej kot v nemščini. Med svojo predavateljsko turnejo je gostoval na Univerzi Harvard decembra 1938, kjer je predaval o filozofskih interpretacijah in nesporazumih kvantne teorije. V tem času se je Frank zavedal, da so njegovo domovino Češkoslovaško, izdali njeni politični zavezniki in jo prepustili nacistom.
Ko je Frank skupaj s svojo ženo Hanio prispel v ZDA kot predavatelj, sta imela zgolj začasno vizo. Zaradi zelo nevarnih razmer v Pragi, se nista mogla vrniti. Vse kar si je Frank ustvaril v Pragi v šestindvajstih letih je moral opustiti; svoj položaj, svoje dijake in študente, svoje prijatelje in dom. Ko je Praga padla, se je Frankov položaj v ZDA naenkrat spremenil. Od priznanega filozofa je postal brezdomec in brezposelnež. Bila je obupna situacija, tako za Franka kot za njegovo ženo. Kot je v svojem pismu napisal: »Z ženo sva prebolela prvoten šok, se postavila na noge in si ustvarila življenje iz ničesar. Ponovno morava začeti čisto od začetka, kar je v tem trenutku vse prej kot lahko.«

### Harvard
Frank je potreboval akademski položaj, za preživetje in za pridobitev vize, ki bi mu omogočila nadaljnjo delo v ZDA. Zanj bi to moralo biti precej lahko, saj je bil že med mnogimi ameriškimi intelektualci dobro poznan po svojih predhodnih delih.
Ena izmed prvih univerz, ki mu je ponudila to možnost, je bila v času krize, relativno obubožana in majhna Univerza Harvard. Tam je bil v stiku z veliko znanstveniki z vseh področij: z Bridgmanom in Edwinom C. Kembleom, astronomom Harlowom Shapleyem in filozofom W. V. Quinom.
Arhivi Harvardske univerze vsebujejo korespondenco med tistimi, ki so želeli zasesti mesto Franka na Harvardu na oddelku za fiziko, ki je poslala soglasni predlog za upravo v korist imenovanja – in nespodbudni odzivi upravnih organov. Philipp in Hania sta tedaj živela v stresnih razmerah. Toda konstantno spodbujanje ostalih znanstvenikov, je bilo končno poplačano, ko je Frank dobil enoletno dovoljenje za bivanje (1. september 1939), kar pa ni pripomoglo k razmeram na univerzi.

## Delo
Frankovo delo je imelo različne poudarke v različnih časovnih obdobjih, ko je bil v svojem rodnem kraju Dunaju do leta 1912, nato v Pragi do leta 1938 in zadnje obdobje, ki ga je preživel v Ameriki do leta 1966. To se lahko vidi tudi skozi razvoj njegovih ambicij. Okoli leta 1907, ko je pri 23 letih doktoriral, se je začel na Dunaju srečevati z ostalimi mladimi možmi, med njimi tudi Hansom Hahnom in Ottom Neurathom. Skupaj so razglabljali o problemih v znanosti, filozofiji, politiki, zgodovini in veri. Ključni dogodek je bilo razpravljanje o knjigi Abela Reyja La Th´eorie de la Physique chez les Physiciens contemporains, (1907).
Čeprav se je v tistem času Frank močno zanimal za filozofijo kot znanost, je bilo to med vsemi objavami del v fiziki in matematiki, le postransko delo. Med letoma 1908 in 1912, ko je bil še na Dunaju, je objavil 15 člankov, med katerimi je večina temeljila na teoriji relativnosti. V tem času sta bila na tem področju prav tako zelo dejavna von Laue in Ehrenfest. V njegovi drugi fazi, v času bivanja v Pragi, se je mešanica negojenih interesov nadaljevala, toda sedaj je filozofiji o znanosti začela namenjati vse več časa.

### Elementi Frankovega programa
Na kongresu septembra 1939 je odločno predstavil štiri temeljne elemente svojega programa.
Prvi izmed štirih elementov je bilo poučevanje fizike in filozofije na Harvardu, predvsem smeri kot so relativnost, dinamika, termodinamika in filozofija znanosti. Pouk smeri »Sodobna fizika in njena filozofija, filozofska interpretacija« (Contemporary Physics and its Philosophy, a Philosophical Interpretation) je začel s petnajstimi študenti, sčasoma pa jih je imel že dvesto petdeset. To je bilo prvič na Harvardu, da so dodiplomski študentje, že v svojem prvem letu študiranja lahko razpravljali o relativnostnii in kvantni teoriji.
Druga točka njegovega programa je bilo nadaljevanje njegovega objavljanja člankov kot znanstvenik, filozof in humanist. Philipp je bil v tem času že osemindvajset let v Ameriki in v tem obdobju je objavil več kot petdeset člankov in knjig, večinoma v težkih okoliščinah, predvsem o fizikalnih, filozofskih, psiholoških, socialnih, zgodovinskih in kulturnih pogledih na znanost. V primerjavi z drugimi v Dunajskem krogu, je imel Frank osnoven program zasnovan že v Evropi.
Tretja točka njegovega programa je bilo delovanje v imenu svoje znanstvene raziskave, ki se je razvijala vse od njegovega razpravljanja v dunajski kavarni. Stalno je stremel k svoji različici o Razsvetljenem projektu, ki je bila njegova dolžnost kot javni intelektualec. Ernst Nagel je zaupal javnosti svoje mišljenje o njegovem delu in dejal: »Filozofija znanosti je v rokah Philippa Franka močno liberalna disciplina.«
Četrti del njegovega programa je bila želja in sposobnost povezovanja drugačnosti, ne zgolj med znanostjo, filozofijo in preostalo kulturo, temveč tudi med ljudmi in njihovimi strastnimi idejami. Zato je lahko v zgodnjih letih živel skupaj z Machom, kot tudi z Boltzmannom. Poskušal je združiti popolnoma različne ideje Ernsta Macha in Henrija Poincaréja, tako da jih je združil v svojo obliko empirizma. Poleg tega pa mu je uspelo prepričati predsednika Harvarda, J. B. Conanta, da se je udeležil konference na »Philippovem inštitutu za enotno znanost« (Philipp's institute for the Unity of science). Conant je pozorno poslušal Frankove argumente in na podlagi tega uveljavil Splošen izobraževalni program na Harvardu (General Education program at Harvard College).

### Knjige
- Die Differential-und Integralgleichungen der Mechanik und Physik, 2 vols (1925)
- Das Kausalgesetz und seine Grenzen, skupaj z Richard von Mises  (1932)
- Between physics and philosophy (Cambridge, Mass., 1941), pozneje preimenovano v Modern Science and Its Philosophy (1949)
- Einstein: His Life and Times (New York, 1949); objavljeno v Nemčiji: Relativity (Munich, 1949)
- A Richer Truth (1950)
- Philosophy of science: the Link Between Science and philosophy (1957)
- Foundations of Physics

### Članki

#### Članki o teoretični fiziki
- Das Relativitatsprinzip und die Darstellung der physikalischen Erscheinungen im vierdimensionalen raum (1911)
- Die statistische, (1919)
- Über die Eikonalgleichung in allgemein anisotropen Medien (1927)
- Relativitatsmechanik, (1928)
- Die Grundbegriffe der analytischen Mechanik als Grundlage der Quanten-und Wellen mechanik (1929)
- Statistische Mechanik Boltzmannls als Naherung der Wellenmechanik (1930).
- Kausalgesetz und Erafhrung (1908)
- Über die Anschaulichkeit phsikalischer Theorien (1928)
- Was bedeuten die gegenwartigen physikalishcen Theorien fur die allgemeine Erkenntnisislehre? (1929)
- Das Ende der mechanistischen Physik (1935)
- The Mechanical Versus the Mathematical Conception of Nature (1937)
- Physik und logischer Empirismus (Foundations of Physics) (1946)
- Metaphysical Interpretations of Science (1950)

#### Članki o socialnih in kulturnih vplivih na znanost
- Mechanismus oder Vitalismus? Versuch einer prazisen Formulierung der Fragestellung (1908)
- Die Bedeutung der Physikalischen Erkenntnistheorie Machs fur das Gesteinleben Gegenwart (1917)
- The Philophical Meaning of the Copernican Revolution (1944)
- Science Teaching and the Humanities in ETC (1946)
- The Place of Logic and Metaphysics in the Advancement of Modern Science (1948)
- Einstein’s philosophy of Science (1949)
- The Logical and sociological Aspects of science (1951)
- The Origin of the Separation Between Science and philosophy (1954)
- The Pragmatic Component in Carnap’s ‘Elimination of Metaphysics (1963)